# Евинтов, Владимир Исаакович
Евинтов Владимир Исаакович (16 января 1945, Барановичи Барановичской области — 8 мая 2004, Киев) — советский украинский правовед. Доктор юридических наук.

## Биография
Окончил факультет иностранных языков КГУ им. Т. Г. Шевченко (1969), Харьковский юридический институт (1976). С 1970 работал в Институте государства и права НАНУ : с 1993 научный сотрудник отдела международного права; одновременно в 1997—1999 — директор Центра прав человека Украинского правительственного фонда. В 2000—2002 вице-президент Европейского комитета по предупреждению пыток.
Читал лекции в Парижском университете (1991—1992, 1994—1995), Университете штата Миссури (1991), Институте политических наук (Париж), Международном институте гуманитарного права (Италия, 1999).

## Награды
- Премия имени М. Василенко АНУ (1992)
- кавалер Ордена Академических пальм (2002)

## Научные работы
- "Многоязычные договоры в современном международном праве ". 1981;
- «Поняття загальновизнаної норми». 1984;
- «Общепризнанные нормы в современном международном праве». 1984;
- «Прощения не будет!» : [О преступлениях нацистов и буржуаз. националистов на Украине : Пер. с рус.] Киев : Политиздат Украины, 1986.
- «Україна в міжнародному співтоваристві». 1995;
- Суверенітет України і міжнар. право. 1995;
- «Здійснення рішень Європейського Суду з прав людини у внутрішньоправовому порядку держав» // Державотворення і правотворення в Україні. 2001